# Supercivilizație

Evoluția civilizației terestre

Potrivit unor cercetători, o supercivilizație (extraterestră) este o civilizație ipotetică pentru care călătoriile interstelare într-un timp rezonabil nu prezintă probleme. Însă o rasă aflată în stadiul nostru de dezvoltare nu ar putea deosebi tehnologia unei astfel de supercivilizații de magie. Conform acestei definiții civilizația umană este departe de a fi o supercivilizație.

## Clasificări
În 1964 astrofizicianul rus Nicolai Kardașev a clasificat civilizațiile în funcție de cantitatea resurselor energetice consumate:
- tipul I - civilizația folosește resursele energetice ale planetei pe care a apărut
- tipul II - folosește de 10 miliarde de ori mai multă energie decât tipul I - prin captarea ei de la steaua mamă. În această fază civilizația poate realiza o Sferă Dyson pentru a folosi întreaga energie a stelei mamă. Utilizarea energiei ar fi comparabilă cu luminozitatea soarelui nostru , aproximativ 4×1033 erg/sec (4×1026 wați).
- tipul III - ar folosi energia unei întregi galaxii, cu un consum de energie ≈4×1044 erg/sec.

Carl Sagan a sugerat următoarea formulă:
{\displaystyle K={\frac {\log _{10}{MW}}{10}}},
unde K este rating-ul unei civilizații Kardașev, iar MW este energia pe care o folosește în megawați.
Conform acestei formule, omenirea, care consumă/produce o putere de cca 1.500 - 2.250 TW sau 47.300  - 71.000 exajouli pe an, are ratingul 0,8 pe acestă scală.

Consumul de energie estimat de cele trei tipuri de civilizații definite de scara Kardașev